# 塞維特塞納女子足球會
塞維特塞納女子足球會（Servette FC Chênois Féminin）是一家瑞士的女子足球球會，位於日內瓦。球隊目前在瑞士頂級的瑞士女子超級足球聯賽。

## 歷史
塞維特塞納女子足球會成立於1974年，當時是塞納華體育會的女子部。2012年，球隊從原有的球會分拆出來，並更名為「日內瓦塞納華女子足球會」 (Football Féminin Chênois Genève)。2017年，球隊與塞維特足球會合併，並再度更名為現有名稱。
2018年，球隊首度升上瑞士女子超級足球聯賽。2020–21年球季首次贏得聯賽錦標。

## 榮譽
- 瑞士女子盃（英语：Swiss Women's Cup） (2) : 2023,[4] 2024
- 瑞士女子超級足球聯賽（英语：Swiss Women's Super League） (1) : 2020–21
- 瑞士全國女子乙組足球聯賽: 2018[5]